# Sidraž
Sidraž je naselje v Občini Cerklje na Gorenjskem.